# Otto Partner Architekten
Otto Partner Architekten AG ist ein Schweizer Architekturbüro mit Standort in Liestal BL. Das Architekturbüro existiert ohne Unterbrechung mit über die Jahrzehnte wechselnden Partnern und entsprechend unterschiedlicher Benennung seit 1901 und ist eines der ältesten Architekturbüros im deutschsprachigen Raum.

## Geschichte

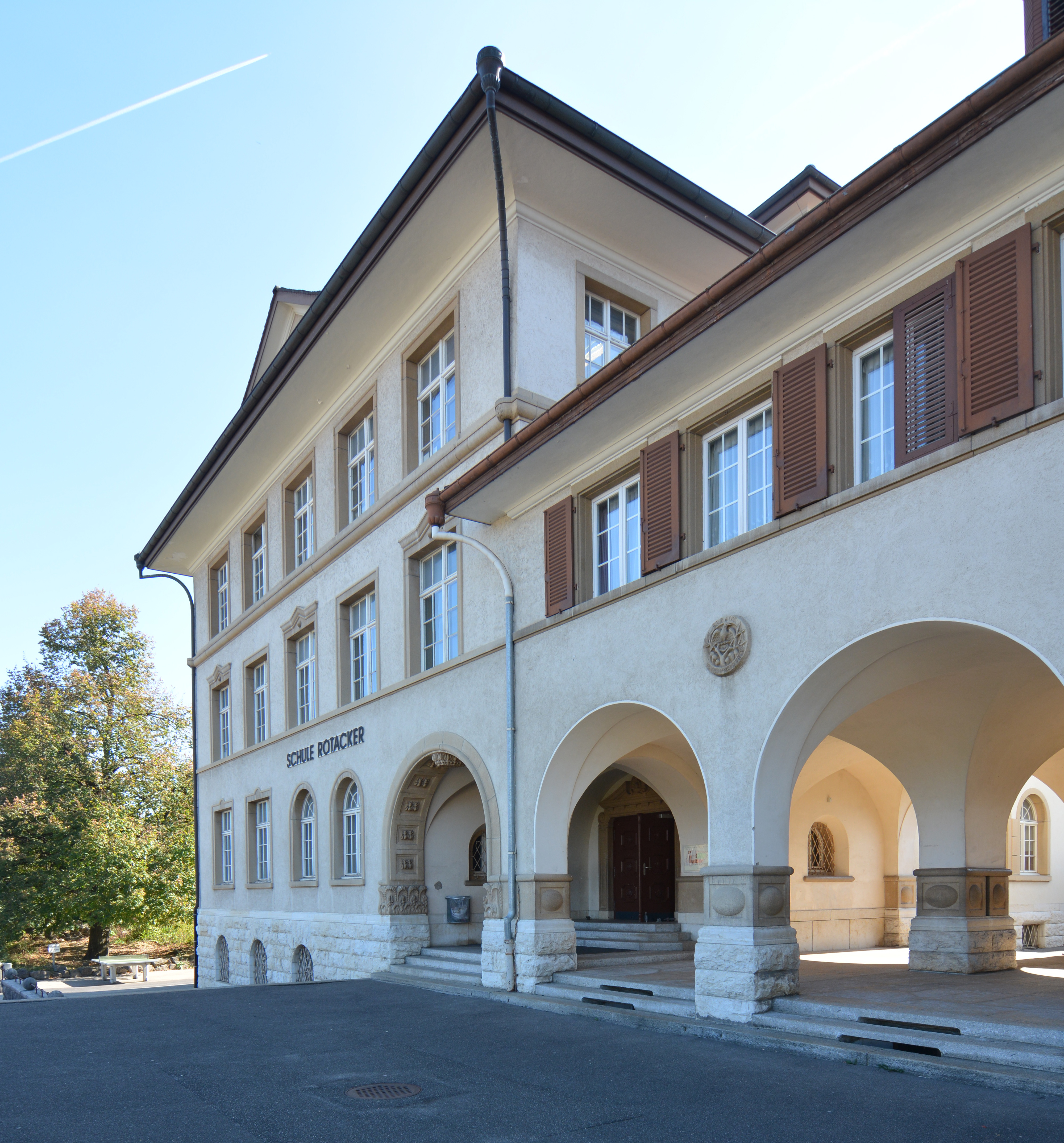
Rotacker-Schulhaus, Liestal. Erbaut 1917–1919

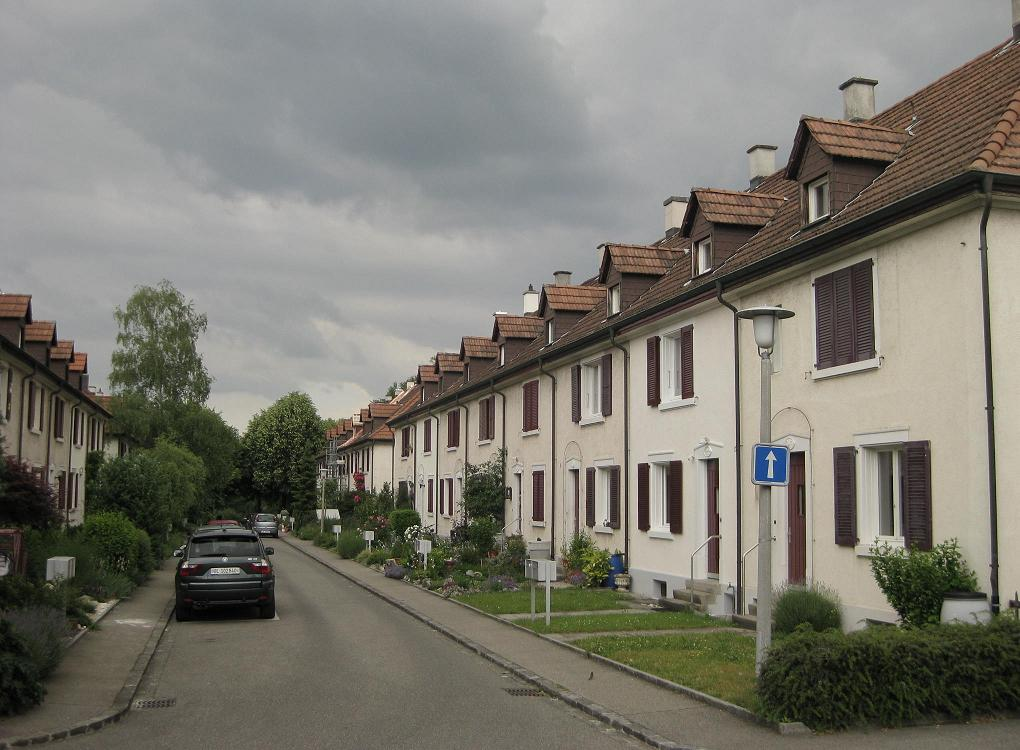
Wasserhaus-Wohnsiedlung in Münchenstein. Erbaut 1920/21

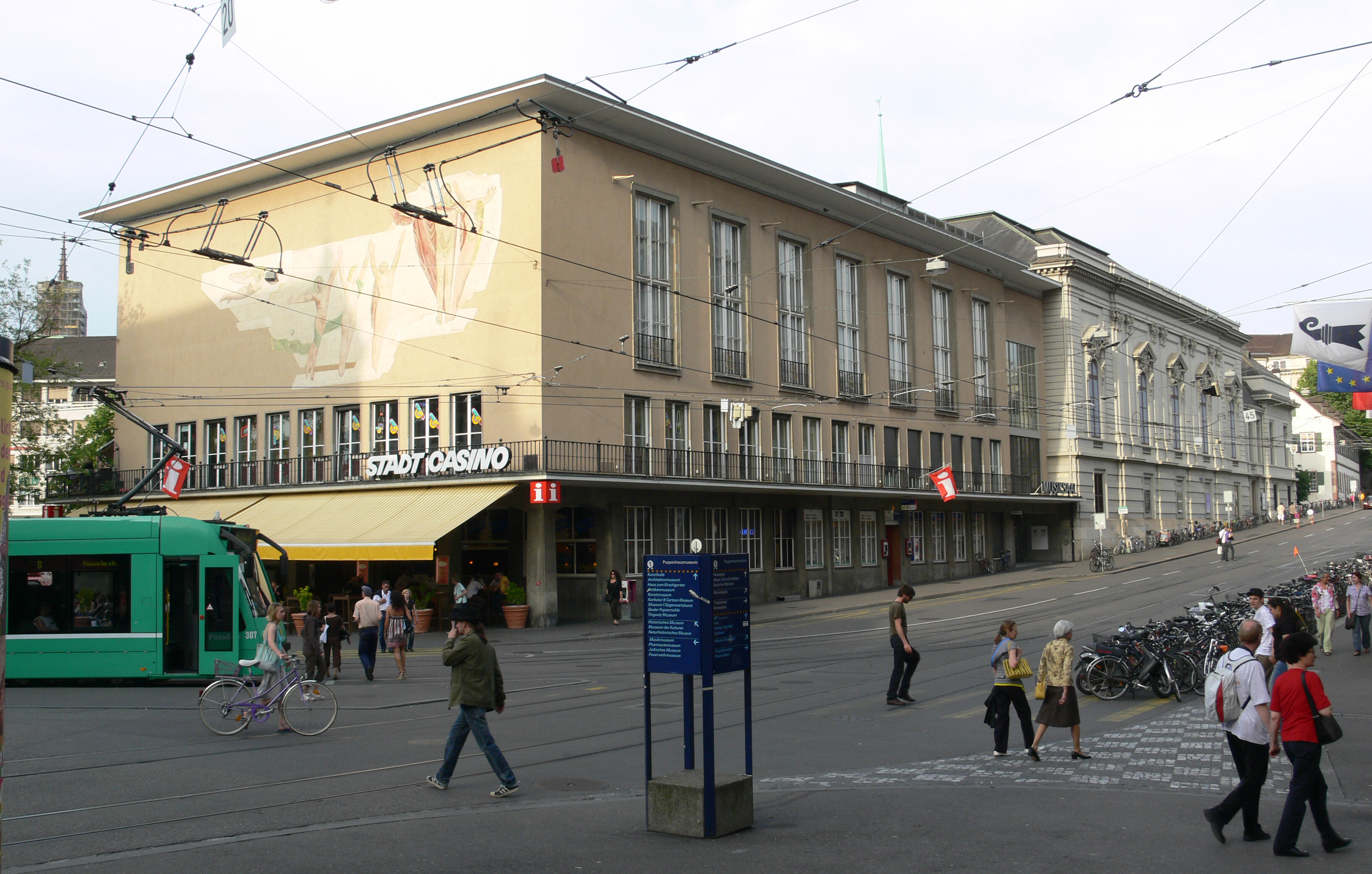
Stadtcasino Basel. Erbaut 1938

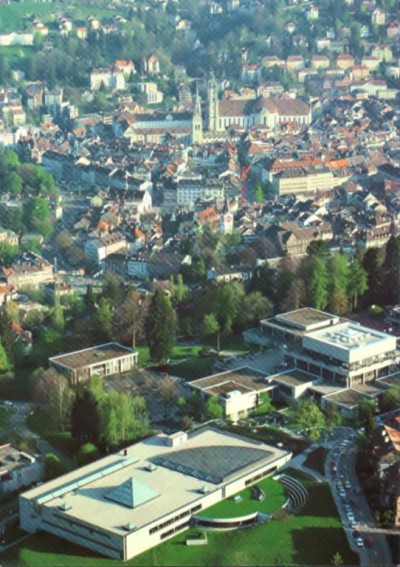
Hochschulgebäude in St. Gallen. Erbaut 1957

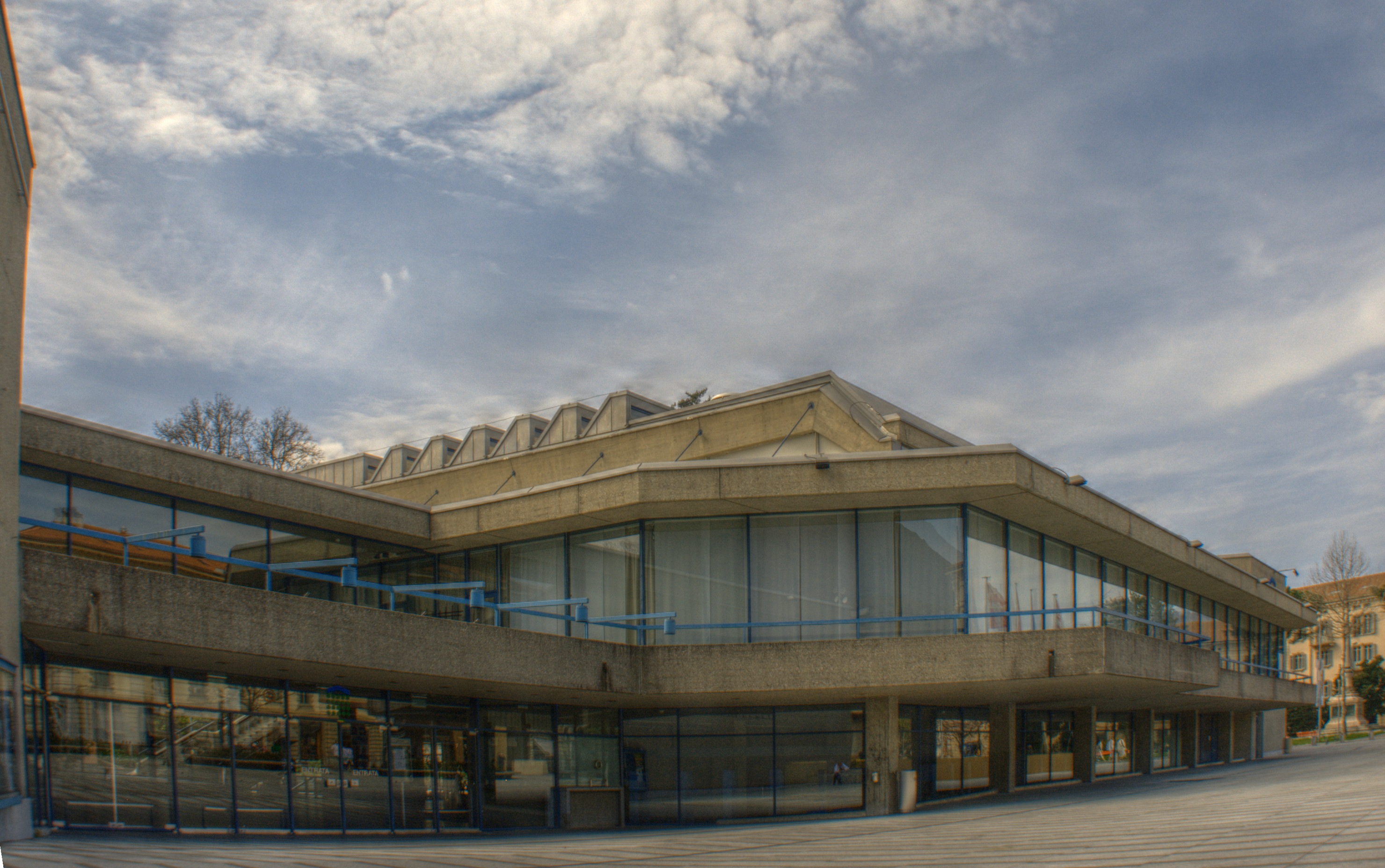
Kongresshaus in Lugano. Erbaut 1964

1901 gründete Wilhelm Brodtbeck als „erster akademisch gebildeter Architekt von Baselland“ ein eigenes Architekturbüro in Liestal. Während seiner fünfzigjährigen Berufsausübung entstanden zahlreiche Villen mit Bezügen zum Neoklassizismus, gleichzeitig aber auch Industriebauten, zum Beispiel für Sandoz, mit Anleihen an die Moderne.
1925 trat Fritz Bohny als Teilhaber ein, das Büro bekam den Namen W. Brodtbeck & Fr. Bohny Arch. 1951 schied Wilhelm Brodtbeck aus dem Büro aus, wählte jedoch seinen Nachfolger selbst aus. Auf Einladung trat Rolf G. Otto dem Büro bei. Der neue Name für die Bürogemeinschaft lautete Bohny & Otto. Nach dem Ausscheiden arbeitete Brodtbeck selbständig weiter und realisierte Wohnhäuser und Bauten für die regionale Zementfabrik, an der er Teilhaber war. 1956 schied Fritz Bohny aus Altersgründen aus der Bürogemeinschaft Bohny & Otto aus, Rolf Georg Otto führte das Büro in Liestal fortan unter seinem eigenen Namen. Es entstanden in und um Liestal zahlreiche Bauten im modernen Regionalismus, darunter viele Wohnbauten, die deutlich den Einfluss der Architektur von Frank Lloyd Wright zeigen.
Während Otto das von Wilhelm Brodtbeck übernommene Büro in Liestal weiterführte, arbeitete er parallel von 1957 bis 1963 mit dem Bildhauer Walter M. Förderer und dem Architekten Hans Zwimpfer intensiv zusammen. Das Büro Förderer, Otto+Zwimpfer hatte seinen Sitz in Basel und erregte vor allem mit seinen Sichtbetonbauten Aufsehen, namentlich der Handelshochschule in St. Gallen und den Realschulhäusern in Aesch und Basel im Stil des Brutalismus. 1963 trat Rolf G. Otto aus der Bürogemeinschaft Förderer, Otto+Zwimpfer aus und führte ausschließlich sein Büro in Liestal fort. Hans Zwimpfer übernahm die Geschäftsführung der vormaligen Bürogemeinschaft in Basel, Walter M. Förderer trat ebenfalls aus der Basler Bürogemeinschaft aus und wurde Professor in Karlsruhe.
Anhaltender wirtschaftlicher Erfolg führte ab 1963 zu einer Vergrößerung des von Wilhelm Brodtbeck übernommenen Liestaler Büros. Seit 1963 war Peter Müller Partner von Rolf G. Otto. Mitarbeiter waren die Architekten Mario Cerri (ab 1966), Andreas Ruegg (ab 1968) und Joachim Geier (ab 1971). Das Büro nannte sich ab 1973 Otto+Partner AG Liestal. Andreas Ruegg und Joachim Geier wurden ebenfalls Partner; Otto und Ruegg waren die Entwurfsverantwortlichen.
1977 wurde die Zweigstelle Otto+Associati SA Lugano unter der Leitung von Fritz Rüsch eröffnet, 1985 folgte die Otto+Partner AG Rheinfelden unter der Leitung von Mario Cerri. Die Otto+Associati SA Lugano wurde 1997 unabhängig und existiert bis heute als eigenständiges Architekturbüro.
Rolf G. Otto schied 1993 aus der Bürogemeinschaft aus, die verbleibenden Partner Mario Cerri, Andreas Ruegg und Joachim Geier führten das Büro unter dem etablierten Namen Otto+Partner AG weiter. 2002 wurde die Partnerschaft erweitert, Andri Seipel, bereits seit 1996 im Unternehmen beschäftigt, wurde ebenfalls Partner.
2018 wurde Otto + Partner AG durch die Fusion mit der Wandeler&Stocker Architekten GmbH zur Otto Partner Architekten AG. Heute beschäftigt die Otto Partner Architekten AG unter der Leitung der vier Partner Thomas Wandeler, Reto Koch, Georg Stocker und Andri Seipel rund 50 Mitarbeiter.
In den Jahren 2023 / 2024 tritt mit Martin Büschi, Pascal Epple und Christian Navarro eine weitere Generation in die Erweiterte Geschäftsleitung der Otto Partner Architekten AG ein. Die Firma beschäftigt rund 60 Mitarbeitende.

## Bauwerke (Auswahl)
- 1902–1904: Wohnhaus Garonne, Liestal
- 1911: Erziehungsanstalt Leiern
- 1916: Schulhaus auf dem Rotacker, Liestal. Kulturgut von regionaler Bedeutung in der Schweiz mit KGS-Nummer 9017
- 1921: Wohnkolonie Wasserhaus, Münchenstein
- 1937: Verwaltungsgebäude Sandoz, Basel
- 1937: Umbau Rathaus, Liestal
- 1938: Stadtcasino, Basel
- 1939: Verwaltungsgebäude Sandoz, Basel (heute Novartis AG, Bau 200)
- 1942: Tonwerk, Lausen
- 1945: Fabrik Waggon Schindler AG, Pratteln
- 1949: Bahnhofsgebäude, Liestal
- 1952: Kantonales Verwaltungsgebäude, Liestal
- 1954: Kaufmännische Schule, Liestal
- 1957: Gebäude Dufourstrasse 50, Universität St. Gallen (vormals Hochschule für Wirtschafts- und Sozialwissenschaften)
- 1958: Realschule, Aesch
- 1961: Einfamilienhaus Otto. Kulturgut von regionaler Bedeutung in der Schweiz mit KGS-Nummer 9141
- 1965: Realschule, Frenkendorf
- 1972: Hallenschwimmbad Gitterli, Liestal
- 1974: Aargauische Bau- und Wirtefachschule (heute Bildungszentrum), Unterentfelden
- 1964–1975: Kongresshaus, Lugano
- 1977: Eidgenössisches Zentrum für Jugend und Sport, Tenero
- 1987: Verwaltungsneubau Gutsmatte, Liestal
- 1990: Verteilzentrum JRG Gunzenhauser AG, Sissach
- 1999: UBS-Gebäude, Liestal
- 2001: Gemeinschaftszollanlage, Rheinfelden
- 2005: Flieger-Restaurant Runway 34 am Flughafen Zürich, Opfikon
- 2008: Verwaltungsgebäude Feldschlösschen Getränke AG, Rheinfelden
- 2008: Wohn- und Geschäftsüberbauung Albanhof, Pratteln
- 2010: Busterminal am Bahnhof Dornach-Arlesheim
- 2014: Eingliederungsstätte Baselland
- 2016: Helvetia Tower, Pratteln
- 2017: Schulhaus Frenke, Liestal

## Auszeichnungen und Ausstellungen
- 1978: Preis des Basler Heimatschutzes
- 1987: Auszeichnung guter Bauten Basel-Stadt/Baselland
- 1992: Auszeichnung guter Bauten Basel-Stadt/Baselland
- November 2007 – April 2008: Ausstellung „Von Brodtbeck und Bohny zu Otto+Partner.“ Dichter- und Stadtmuseum Liestal

## Veröffentlichungen
- Das Werk : Architektur und Wohnen, Das neue Schulhaus in Liestal, Band 5 (1918), Heft 12
- Das Werk : Architektur und Wohnen, Architekteneigenheim in Liestal, Band 48 (1961), Heft 11
- Das Werk : Architektur und Wohnen, Neubau Casino Basel, November 1942, Heft 11
- Silvia Kugler in Du, kulturelle Monatsschrift, Band 23 (1963), Seite 6
- Deutsche Bauzeitung, Restaurant "Park" in Neuhausen am Rheinfall, Ausgabe Oktober 1965
- Deutsche Bauzeitung, Hochschule für Wirtschafts- und Sozialwissenschaften, St. Gallen, Ausgabe August 1966
- F. Maurer in Cementbulletin, Architektur und Kunst in der Hochschule St. Gallen für Wirtschafts- und Sozialwissenschaften, Ausgabe 12/1966, Jahrgang 34
- Das Werk : Architektur und Wohnen, Kongresshaus Lugano, Band 60 (1975), Heft 2
- Das Werk : Architektur und Wohnen, Hallenbad in Liestal, Band 63 (1976), Heft 11
- Archithese, Projektwettbewerb Centro Sportivo, Ausgaben 13 und 14 / 1978
- Paolo Fumagalli in Werk, Bauen + Wohnen, Hotel Castello in Bellinzona, Ausgabe 10 / 1988
- Alberto Alessi in Domus, Erweiterung Staatsarchiv Baselland Liestal, Nr. 907, 10/2007
- Baunetz_Wissen, Staatsarchiv in Liestal, Abgerufen am 14. März 2018
- Beat Kreienbühl in Schweizer BauJournal, Neubau Gemeindeverwaltung Magden, Ausgabe 1 / 2008
- Manuel Pestalozzi in Architektur & Technik, Busterminal Dornach-Arlesheim, Ausgabe 10 / 2010 PDF abgerufen am 14. März 2018
- Katharina Marchal in Hochparterre, Busterminal Dornach-Arlesheim, Ausgabe 8 / August 2010
- Manuel Pestalozzi in Architektur & Technik, Rhein-Apotheke Drogerie in Stein, Ausgabe 1 / 2010
- Formness Architecture Magazine, Dornach-Arlesheim Bus Terminus, November 2010
- Basellandschaftliche Zeitung, Zwei Liestaler Architekturbüros fusionieren, Abgerufen am 10. März 2018